# Харуна, Идрис
Идрис Харуна (англ. Idriss Harouna; 11 ноября 1979) — нигерийский футболист, играл на позиции полузащитника.

## Клубная карьера
О первых годах профессиональной карьеры Идриса мало известно, в сезон 1999/2000 он играл за ливанский клуб «Аль-Сафа» из Бейрута, после чего выступал за один из клубов Саудовской Аравии, либо по словам его агента Григория Есауленко Харуна играл в Испании. Летом 2001 года перешёл в российский клуб «Ростсельмаш», став первым легионером ростовчан из дальнего зарубежья. За клуб с берегов Дона дебютировал 11 июля того же года в домашнем матче против питерского «Зенита», выйдя на поле на 31-й минуте матча вместо Андрея Акопянца. В ноябре 2001 года был выставлен на трансфер. С 2002 по 2003 год выступал за швейцарский клуб «Беллинцона». Дальнейшая судьба футболиста неизвестна.